# Hans-Georg Bandi
Pour les articles homonymes, voir Bandi.
Hans-Georg Bandi (né le 3 septembre 1920 à Thoune et mort le 6 février 2016 à Berne) est un historien et essayiste suisse.

## Études, carrière académique et protection des sites archéologiques
Hans-Georg Bandi, né en 1920, est fils de l’officier suisse Hans Bandi. Il étudie la préhistoire et protohistoire de 1941 à 1945 à l’université de Fribourg chez le professeur Hugo Obermaier. Sa thèse intitulée « Le Magdalénien en Suisse » lui vaut en 1945 le doctorat. De 1950 à 1985, Bandi enseigne à l’université de Berne : de 1950 à 1956 en qualité de professeur extraordinaire, puis comme professeur ordinaire de préhistoire et de paléo-ethnographie ; il est par conséquent le premier à occuper la chaire de préhistoire créée en 1950 à Berne. Simultanément, il exerce à titre accessoire la fonction de chef de la section Pré- et Protohistoire au Musée d'histoire de Berne. Outre ses fonctions de pédagogue et de conservateur de musée, Bandi est également responsable des investigations archéologiques dans l'ensemble du canton de Berne. À ce titre, il s’est engagé pour une protection efficace des sites archéologiques. Il est ainsi à l’origine des décisions du Conseil fédéral, en 1961, d’une surveillance archéologique des chantiers de l’autoroute, ainsi que de la deuxième correction des eaux du Jura, dont la direction des fouilles sera confié à Hanni Schwab, archéologue cantonale de la ville de Fribourg. On lui doit également la création du Service archéologique du canton de Berne en 1970. En 1961-1962, il a été doyen de la faculté des Lettres de l’Université de Berne.
De 1958 à 1961, Bandi préside la Société suisse de préhistoire ; de 1963-1964, la Société suisse d’anthropologie et d’ethnologie ; ainsi que, de 1968 à 1975, l'Académie suisse des sciences humaines et sociales. En 1986, il participe à la création de la Fondation Suisse-Liechtenstein pour les recherches archéologiques à l’étranger (SLSA).
Bandi s’est marié en 1945. En 1993, l’université de Neuchâtel lui confère un doctorat honoris causa.

## Exploration de l’Arctique et autres investigations de terrain
En 1948, Bandi participe avec Jørgen Meldgaard à la Dansk Pearyland Ekspedition et conduit des fouilles archéologiques dans des sites préhistoriques d’établissements Inuits au nord-est du Groenland sur l’île Clavering. La participation de Bandi à cette expédition est due à sa traduction de l’ouvrage « Les Esquimaux » de l’explorateur arctique Kaj Birket-Smith. Ce voyage a eu une influence durable sur Bandi et a éveillé son intérêt pour l’exploration arctique. Successivement en 1959, 1962-1963, et 1972-1974, il est professeur invité à l’université de Fairbanks, et profite de ces séjours pour diriger des travaux de relevés sur le terrain en Alaska.
Durant sa carrière archéologique, Bandi dirige plusieurs fouilles de grande ampleur. Notamment, avec Hansjürgen Müller-Beck, les recherches sur les sites néolithiques lacustres du Lac de Burgäschi, les investigations du site mésolithique de Birsmatten, l’exploration de la Birsmatten-Basisgrotte Nenzlingen, ou encore les fouilles de l’île Saint-Laurent dans la mer de Bering.

## Publications
- R. Grahmann,... La Préhistoire de l'humanité, introduction à l'étude de l'évolution corporelle et culturelle de l'homme. Préfaces de H. G. [Hans Georg] Bandi,... et de H. [abbé Henri] Breuil,... traduction de L. [Léon] Lamorlette, Paris, Payot ; (Lille, impr. de Taffin-Lefort), 1955, in-8°, 332 p.
- Kunst der Eiszeit, Levantekunst, arktische Kunst par Hans-Georg Bandi et Johannes Maringer (en prolongement d'un projet de Hugo Obermaier). Bâle : Holbein, 1952, 168 p.
- L'Âge de pierre, quarante millénaires d'art pariétal, par Hans-Georg Bandi, Henri Breuil, Lilo Berger-Kirchner, Henri Lhote..., Paris : A. Michel, [1966], 243 p.
- Urgeschichte der Eskimo, Stuttgart : Fischer, 1965, 171 p. Aussi : Eskimo prehistory (transl. by Ann E. Keep) Studies of Northern peoples, no. 2, [Fairbanks] : University of Alaska Press, 1969.
- Die Kunst der Eskimos auf der St.-Lorenz-Insel in Alaska, Hallwag-Verlag, 1977  (ISBN 9783444510625)
- La contribution de la zoologie et de l'éthologie à l'interprétation de l'art des peuples chasseurs préhistoriques : 3e Colloque de la Société suisse des sciences humaines 1979, éd. pour la SSSH par H.-G. Bandi, W. Huber, M.-R. Sauter ... [et al.], (Colloques de la Société suisse des sciences humaines ; 3), Fribourg Suisse : Éd. universitaires, cop. 1984 (Fribourg Suisse : Impr. Saint-Paul), 436 p  (ISBN 9782827102716).

## Mélanges Bandi
- Jagen und sammeln : Festschrift für Hans-Georg Bandi zum 65. Geburtstag : (3. Sept. 1985) Rudolf Fellmann, Georg Germann et Karl Zimmermann (dir.), Jahrbuch des Bernischen historischen Museums 63/64, Berne: Musée d'histoire de Berne, 1985, 301 p.  (ISBN 9783727293238)